# Pont-Arnaud
Pont-Arnaud est un ensemble d'installations hydroélectriques et d'infrastructures d'alimentation en eau potable et industrielle sur la rivière Chicoutimi, dans l'arrondissement Chicoutimi, à Saguenay, Québec. Les installations sont situées à cinq kilomètres de l’embouchure de la rivière Chicoutimi.

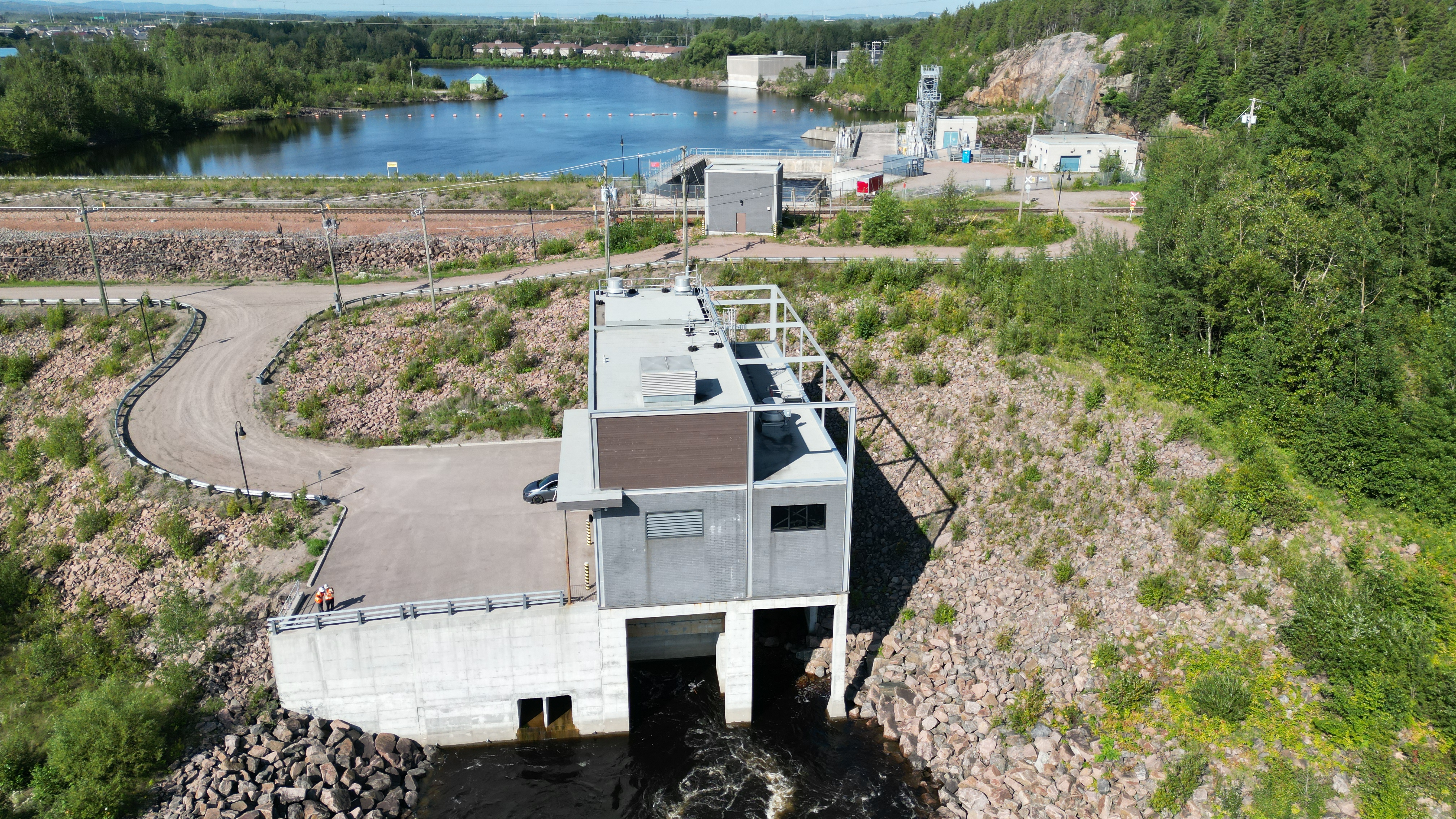

En tout, Pont-Arnaud comprend une centrale, un évacuateur de crue, deux prises d'eau — une qui alimente l'arrondissement Chicoutimi et une autre pour Alcan —, deux ponts et une usine de filtration. Ces installations furent durement touchées lors du déluge du Saguenay en 1996.

## Histoire
À l'origine, Pont-Arnaud est le nom attribué à un pont en béton enjambant la rivière Chicoutimi. Nommé en l'honneur du Père Charles Arnaud, missionnaire. En 1912, la centrale de Pont-Arnaud fut la première installation électrique sur la rivière Chicoutimi. 

## Production hydroélectrique
Les installations ont appartenu à Hydro-Québec qui les a cédées à la ville de Saguenay en novembre 2009 pour la somme de un dollar. La ville prévoit remettre en production les centrale de Pont-Arnaud et de Chute-Garneau au printemps 2011 afin d'alimenter son service de distribution électrique dans l'arrondissement de Jonquière. Les deux centrales devraient être en mesure de produire 13 mégawatts d'électricité.

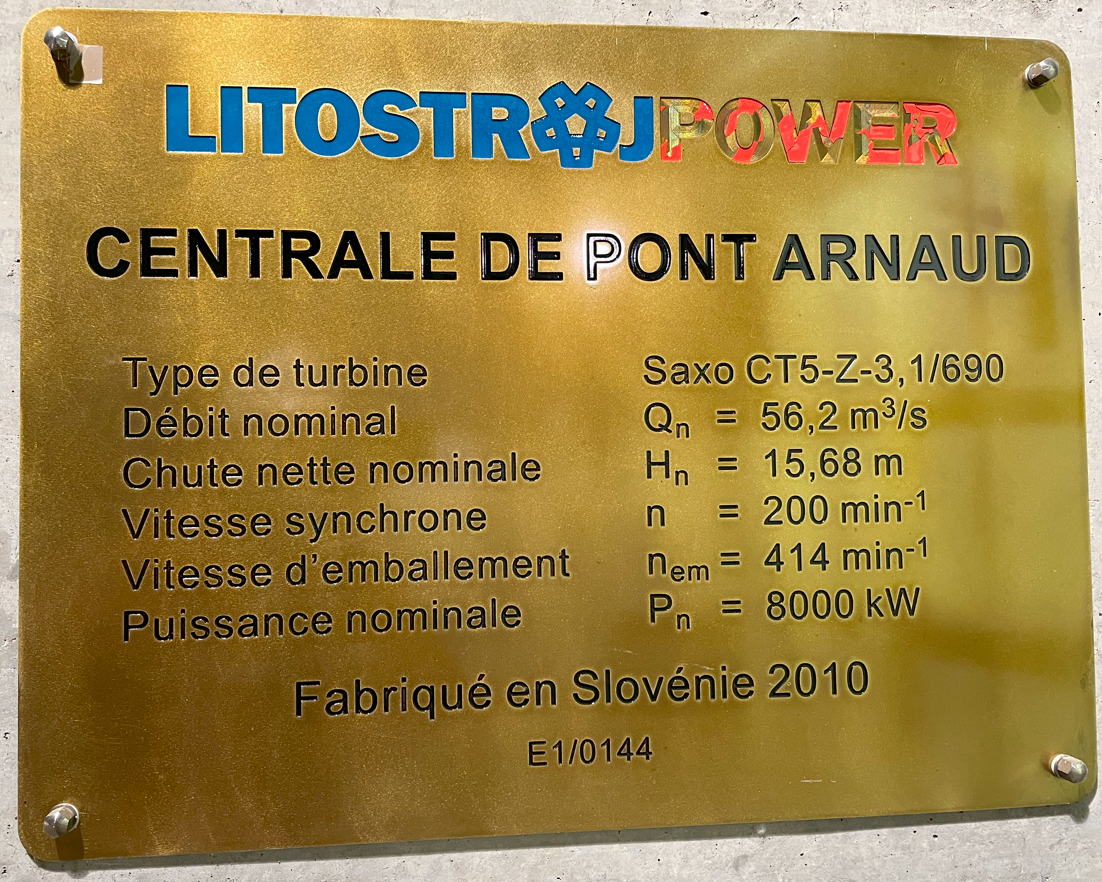
Plaque d'identification de la centrale Pont Arnaud d'Hydro-Jonquière Juillet 2024